# Staza Silverstone
Staza Silverstone (Silverstone Circuit) je automobilistička staza u selu Silverstone u Engleskoj. Staza je trenutno domaćin Velike nagrade Velike Britanije u Formuli 1. Prva neprvenstvena utrka Formule 1 na ovoj stazi se vozila 1948., a 1950. staza Silverstone je bila prva utrka prvog Svjetskog prvenstva Formule 1. Od tada do danas, Velika nagrada Velike Britanije vožena je još na stazama Aintree i Brands Hatch, a od 1987. se vozi samo na Silverstoneu. Staza je gotovo podjednako udaljena od Milton Keynesa, Northamptona i Oxforda, a izgrađena je unutar bivšeg RAF-ovog vojnog aerodroma iz Drugog svjetskog rata, čije se tri piste u specifičnom rasporedu u obliku trokuta, nalaze oko same staze.

## Vanjske poveznice
Silverstone Circuit - StatsF1